# Kiyoshimo
Il Kiyoshimo (清霜? lett. "Brina trasparente") è stato un cacciatorpediniere della Marina imperiale giapponese, diciannovesima e ultima unità della classe Yugumo. Fu varato nel febbraio 1944 dai cantieri navali Uraga.
Appartenente alla 2ª Divisione, seguì il grosso della 2ª Flotta alle isole Lingga alla fine dell'estate 1944 e partecipò alla prima fase della battaglia del Golfo di Leyte; prestò assistenza nel salvataggio dei naufraghi della nave da battaglia Musashi ma, rimasto danneggiato negli attacchi aerei del 24 ottobre, fu assegnato a scortare gli incrociatori avariati a Brunei. Raddobbato a Singapore, negli ultimi giorni di dicembre fu aggregato all'improvvisata squadra destinata al bombardamento di San Jose: il 26 dicembre, in avvicinamento alla città, fu però ridotto a mal partito da bombardieri statunitensi e colato a picco ore dopo da una motosilurante.

## Servizio operativo

### Costruzione
Il cacciatorpediniere Kiyoshimo fu ordinato nell'anno fiscale edito dal governo giapponese nel 1942. La sua chiglia fu impostata nel cantiere navale della ditta Uraga, nelle vicinanze di Tokyo, il 16 marzo 1943 e il varo avvenne il 29 febbraio 1944; fu completato il 16 maggio oppure il 15 maggio 1944. Il comando fu affidato al capitano di fregata Isamu Miyazaki e la nave fu immediatamente assegnata all'11ª Squadriglia cacciatorpediniere, dipendente dalla Flotta Combinata e demandata all'addestramento delle nuove unità in tempo di guerra.

### 1944 e l'affondamento
Il 30 giugno 1944 il Kiyoshimo si spostò a Yokosuka e da lì condusse, nei giorni seguenti, un trasferimento di truppe all'isola di Chichi-jima, ormai sulla linea del fronte. Il 5 agosto passò alla 2ª Squadriglia della 2ª Flotta, sebbene senza far parte organicamente di una divisione, e due giorni dopo salpò inquadrato nel gruppo di scorta a un convoglio destinato alle isole Lingga, con tappa intermedia a Manila. Il 15 agosto, nel corso della navigazione, il Kiyoshimo fu ufficialmente affiancato all'Hayashimo e all'Akishimo nella 2ª Divisione, dipendente dalla 2ª Squadriglia della 2ª Flotta (viceammiraglio Takeo Kurita). Per i due mesi successivi l'attività del Kiyoshimo non è nota; si sa solo che, il 5 settembre, il comando passò al capitano di corvetta Shizuka Kajimoto. Nella seconda metà del 1944 l'unità aveva sicuramente ricevuto una serie di modifiche e potenziamenti. Due installazioni triple di cannoni Type 96 da 25 mm furono piazzate su due piattaforme, erette ai lati del fumaiolo anteriore; i paramine e metà della ricarica per i tubi lanciasiluri furono rimossi. L'albero tripode prodiero fu rinforzato per ospitare una piccola piattaforma sorreggente un radar Type 22, adatto all'individuazione di bersagli navali; alla base dell'albero fu costruita una camera per gli operatori. Prima della battaglia del Golfo di Leyte, inoltre, fu quasi certamente dotato di un secondo radar, un Type 13 (specifico per i bersagli aerei) all'albero tripode di maestra. Infine comparvero, sul ponte di coperta, un certo numero di cannoni Type 96 su affusto singolo, in ogni caso non superiore a dodici, e qualche mitragliatrice pesante Type 93 da 13,2 mm in postazioni individuali. Le fonti, purtroppo, sono generiche sul periodo di questi interventi e le Type 93 in particolare potrebbero essere state aggiunte in seguito.
Il 18 ottobre il Kiyoshimo e il resto della 2ª Divisione mossero con la 2ª Flotta da Lingga alla rada di Brunei, in risposta all'inizio delle operazioni anfibie statunitensi a Leyte. Dopo tre giorni di preparazione, il 23 la squadra salpò e costeggiò l'isola di Palawan, dove finì sotto l'attacco di due sommergibili statunitensi. Il giorno seguente sopportò pesanti attacchi aerei durante l'attraversamento del Mar di Sibuyan e il Kiyoshimo fu ripetutamente preso di mira: cinque bombe esplosero nelle vicinanze dello scafo e una centrò il cacciatorpediniere. Con gli apparati di comunicazione distrutti, danni di una certa gravità e la velocità massima ridotta a 21 nodi, il Kiyoshimo ebbe ordine di aiutare l'Hamakaze nel recupero dei naufraghi della nave da battaglia Musashi. Fu quindi dirottato a Manila ove fece scendere i passeggeri, ma non ebbe il tempo di ricevere una qualche riparazione: ripartì il 27 con, a bordo, un gruppo di tecnici e lavoratori dell'arsenale di Cavite che trasferì all'isola di Coron, punto di ritrovo per la 2ª e 5ª Flotta in ripiegamento. Proseguì in solitaria fino a Brunei, dove si fermò la sera del 29 ottobre in attesa che arrivasse il contrammiraglio Mikio Hayakawa, comandante della 2ª Squadriglia. Lo accolse a bordo il 1º novembre e il 3 lo fece scendere a Manila, dove poté issare le proprie insegne sul cacciatorpediniere Shimakaze. Il Kiyoshimo salpò il 5 con l'incrociatore leggero Oyodo e l'accompagnò sino a Brunei, raggiunta l'8. Ripartì dopo poche ore ma, stavolta, per vigilare sul penoso trasferimento dell'incrociatore pesante Takao (molto danneggiato) fino all'arsenale di Singapore. Arrivati in città il 12, anche il Kiyoshimo si ormeggiò per ricevere, finalmente, le necessarie riparazioni. Nel corso del raddobbo si ritrovò a essere l'ultimo componente attivo della 2ª Divisione, poiché i gregari furono eliminati in attacchi aerei entro la fine di novembre, e ne divenne l'ammiraglia: imbarcò dunque il capitano di vascello Nagayoshi Shiraishi e lo stato maggiore. Tornato operativo, il 24 dicembre salpò con quel che rimaneva della 2ª Squadriglia, capitanata dall'incrociatore pesante Ashigara e dall'Oyodo, in una rischiosa missione di bombardamento della testa di ponte che forze americane avevano stabilito a San Jose (costa sud-occidentale di Mindoro). Questa formazione fu localizzata dagli statunitensi soltanto il 26 nella tratta finale della lunga rotta: come prima misura, un gruppo di bombardieri bimotori dell'USAAF attaccò le unità nipponiche e il Kiyoshimo fu messo pressoché fuori combattimento da due bombe, che causarono inoltre decine di morti. Il cacciatorpediniere arrancò in coda alla squadra e arrivò in vista di San Jose, tuttavia un siluro lanciato dalla motosilurante PT-223 gli inflisse il colpo di grazia; sprofondò 145 miglia a sud di Manila (12°20′N 121°00′E) e trascinò con sé ottantadue corpi. Alla conclusione del cannoneggiamento l'Asashimo trasse in salvo 169 uomini, inclusi i capitani Kajimoto, Shiraishi e settantaquattro feriti, ma cinque uomini furono inavvertitamente lasciati indietro e caddero prigionieri.
Il 10 febbraio 1945 il Kiyoshimo fu rimosso dai ruoli della Marina imperiale.